# TheNitroZyniak
Nitrozyniak, Nitro, TheNitroZyniak właśc. Sergiusz Robert Górski (ur. 22 czerwca 1995 w Świętochłowicach) – polska osobowość internetowa, przedsiębiorca, patostreamer, piosenkarz i freak fighter. W latach 2013–2022 youtuber.

## Życie i działalność internetowa
Swój kanał na YouTube założył w 2013 roku. Początkowo publikował filmiki ze swoimi wypowiedziami na różne tematy oraz filmiki o tematyce gamingowej. W latach 2017–2021 zaangażowany był w działalność e-sportową (w 2021 został zbanowany przez Riot Games na czas nieokreślony, co uniemożliwiło mu dalszą działalność).

W lipcu 2021 został zablokowany na Twitchu. Wystąpił także jako prowadzący galę Hype MMA. W grudniu 2022 został również dożywotnio zablokowany w serwisie YouTube, z powodu naruszenia reguł usługi dotyczących nękania i prób obejścia wcześniejszej blokady poprzez umieszczanie filmów na drugim kanale na tej platformie. Krótko po zablokowaniu Górskiego, poseł Łukasz Mejza podczas wystąpienia w Sejmie porównał Nitrozyniaka do Donalda Tuska, apelując o zablokowanie Tuska w polskiej polityce, tak jak stało się to Sergiuszowi na YouTube.

## Kontrowersje
Górski i jego twórczość internetowa przez lata budziły kontrowersje. Wielokrotnie na swoich filmach wulgarnie obrażał i wyśmiewał swoich rozmówców, innych twórców internetowych czy ich rodziny. Z tego powodu jego działalność określana była jako patologiczna.
W marcu 2022 roku na jednym z wywiadów powiedział, że "gdyby jutra miało nie być", to "zgwałciłby kogoś". Po krytyce internatów youtuber wystosował oświadczenie, w którym bronił się twierdząc, że jego słowa zostały wyjęte z kontekstu.
W lipcu 2021 Sergiusz Górski i Rafał Górniak zostali prawomocnie skazani przez Sąd Rejonowy we Wrocławiu za znieważenie kobiety i grożenie jej mężowi nożem, gdy ci przeszkodzili youtuberom w prowadzonej transmisji internetowej w 2020 roku. Po złożeniu apelacji, w kwietniu 2022 Sąd Okręgowy we Wrocławiu złagodził pierwotny wyrok – usunął karę prac społecznych i wymagane przeprosiny, mężczyźni jednak zobowiązani zostali do zapłacenia grzywny.

## Działalność muzyczna
W lutym 2022 ukazał się utwór Natsu z udziałem Nitro pt. „Szpilki”.
W listopadzie 2022 singiel Sentino, Nitro, Masnego Bena, MGNG pt. „Trójkąt bermudzki” uzyskał certyfikat platynowej płyty. Utwór był zwiastunem albumu Sentino pt. Megalomania, który Nitro pomógł także raperowi wprowadzić do szerokiej dystrybucji w Polsce. W czerwcu Nitro i Sentino poinformowali o zakończeniu współpracy, która obejmowała również wspólną produkcję ubrań marki Sicarios.

## Walki freak show fight

### Kick-boxing
26 września 2021 poinformowano, że Nitro zostanie nowym zawodnikiem federacji Fame MMA. 23 stycznia 2022 na specjalnej konferencji Fame MMA ogłoszono jego pojedynek z youtuberem, Pawłem „Unboxallem" Smektalskim w formule kickbokserskiej na zasadach K-1. Walkę przegrał 26 marca 2022 roku na gali Fame 13 przez jednogłośną decyzję sędziowską na korzyść „Unboxalla".
4 kwietnia 2022 na pierwszej konferencji promującej galę Fame 14 został ogłoszony jego drugi pojedynek z Marcinem „Xayoo" Majkutem. Ową walkę przegrał 14 maja przez techniczny nokaut już w pierwszej rundzie.

## Życie prywatne
Jest zaręczony z Sandrą Kułyk, znaną w Internecie pod pseudonimem „slythi”. Ma syna Nikodema (ur. 2015). Od 2006 roku mieszkał oraz wychowywał się w Hiszpanii. W 2016 roku powrócił do Polski. Jest kibicem Realu Madryt.